# Scotty Munro-emlékkupa
A Scotty Munro-emlékkupa egy díj az észak-amerikai Western Hockey League junior jégkorongligában, és az a csapat kapja a szezon végén, amelyik az alapszakasz bajnoka lesz. A kupát az egyik alapítóról, Scotty Munroról nevezték el.

## A győztesek
- A kékkel jelölt csapatok megnyerték az Ed Chynoweth-kupát is, amit a rájátszás bajnoka nyer.

| Szezon    | Győztes                | Pont       |
| --------- | ---------------------- | ---------- |
| 2022–2023 | Winnipeg Ice           | 115 points |
| 2021–2022 | Winnipeg Ice           | 111 points |
| 2020–2021 | Edmonton Oil Kings     | 41 points  |
| 2019–2020 | Portland Winterhawks   | 97 points  |
| 2018–2019 | Prince Albert Raiders  | 112 points |
| 2017–2018 | Moose Jaw Warriors     | 109 points |
| 2016–2017 | Regina Pats            | 112 pont   |
| 2015–2016 | Victoria Royals        | 106 pont   |
| 2014–2015 | Brandon Wheat Kings    | 114 pont   |
| 2013–2014 | Kelowna Rockets        | 118 pont   |
| 2012–2013 | Portland Winterhawks   | 117 pont   |
| 2011–2012 | Edmonton Oil Kings     | 107 pont   |
| 2010–2011 | Saskatoon Blades       | 115 pont   |
| 2009–2010 | Calgary Hitmen         | 107 pont   |
| 2008–2009 | Calgary Hitmen         | 122 pont   |
| 2007–2008 | Tri-City Americans     | 108 pont   |
| 2006–2007 | Everett Silvertips     | 111 pont   |
| 2005–2006 | Medicine Hat Tigers    | 103 pont   |
| 2004–2005 | Kootenay Ice           | 104 pont   |
| 2003–2004 | Kelowna Rockets        | 98 pont    |
| 2002–2003 | Kelowna Rockets        | 109 pont   |
| 2001–2002 | Red Deer Rebels        | 100 pont   |
| 2000–2001 | Red Deer Rebels        | 114 pont   |
| 1999–2000 | Calgary Hitmen         | 120 pont   |
| 1998–1999 | Calgary Hitmen         | 110 pont   |
| 1997–1998 | Portland Winter Hawks  | 111 pont   |
| 1996–1997 | Lethbridge Hurricanes  | 97 pont    |
| 1995–1996 | Brandon Wheat Kings    | 105 pont   |
| 1994–1995 | Kamloops Blazers       | 110 pont   |
| 1993–1994 | Kamloops Blazers       | 106 pont   |
| 1992–1993 | Swift Current Broncos  | 100 pont   |
| 1991–1992 | Kamloops Blazers       | 106 pont   |
| 1990–1991 | Kamloops Blazers       | 102 pont   |
| 1989–1990 | Kamloops Blazers       | 112 pont   |
| 1988–1989 | Swift Current Broncos  | 111 pont   |
| 1987–1988 | Saskatoon Blades       | 97 pont    |
| 1986–1987 | Kamloops Blazers       | 113 pont   |
| 1985–1986 | Medicine Hat Tigers    | 109 pont   |
| 1984–1985 | Prince Albert Raiders  | 119 pont   |
| 1983–1984 | Kamloops Junior Oilers | 100 pont   |
| 1982–1983 | Saskatoon Blades       | 105 pont   |
| 1981–1982 | Lethbridge Broncos     | 100 pont   |
| 1980–1981 | Victoria Cougars       | 121 pont   |
| 1979–1980 | Portland Winter Hawks  | 107 pont   |
| 1978–1979 | Brandon Wheat Kings    | 125 pont   |
| 1977–1978 | Brandon Wheat Kings    | 106 pont   |
| 1976–1977 | Brandon Wheat Kings    | 116 pont   |
| 1975–1976 | New Westminster Bruins | 112 pont   |
| 1974–1975 | Victoria Cougars       | 99 pont    |
| 1973–1974 | Regina Pats            | 97 pont    |
| 1972–1973 | Saskatoon Blades       | 103 pont   |
| 1971–1972 | Calgary Centennials    | 101 pont   |
| 1970–1971 | Edmonton Oil Kings     | 91 pont    |
| 1969–1970 | Flin Flon Bombers      | 84 pont    |
| 1968–1969 | Flin Flon Bombers      | 94 pont    |
| 1967–1968 | Flin Flon Bombers      | 99 pont    |
| 1966–1967 | Edmonton Oil Kings     | 78 pont    |